# Tomasz Zięba
Tomasz Adam Zięba – polski inżynier, dr hab. nauk rolniczych, profesor uczelni Katedry Technologii Rolnej i Przechowalnictwa Wydziału Biotechnologii i Nauk o Żywności Uniwersytetu Przyrodniczego we Wrocławiu i Katedry Żywienia Człowieka i Dietoterapii  Filii Uniwersytetu Zielonogórskiego w Sulechowie.

## Życiorys
10 października 2002 obronił pracę doktorską Zmiany właściwości tworzywa opakowaniowego sporządzonego ze skrobi i tworzyw syntetycznych zachodzące pod wpływem działania czynników fizycznych, chemicznych i biologicznych, 14 września 2011 habilitował się na podstawie pracy zatytułowanej Preparaty skrobi ziemniaczanej o zwiększonej oporności na amylolizę. Objął funkcję profesora nadzwyczajnego w Instytucie Nauk o Żywności i Agrotechniki Filii Uniwersytetu Zielonogórskiego w Sulechowie i w Katedrze Rolnej i Przechowalnictwa na Wydziale Nauk o Żywności Uniwersytetu Przyrodniczego we Wrocławiu.
Piastuje stanowisko profesora uczelni Katedry Technologii Rolnej i Przechowalnictwa Wydziału Biotechnologii i Nauk o Żywności Uniwersytetu Przyrodniczego we Wrocławiu i Katedry Żywienia Człowieka i Dietoterapii  Filii Uniwersytetu Zielonogórskiego w Sulechowie.